# Мошаннон (Пенсільванія)
Мошаннон (англ. Moshannon) — переписна місцевість (CDP) в США, в окрузі Сентр штату Пенсільванія. Населення — 213 особи (2020).

## Географія
Мошаннон розташований за координатами 41°2′4″ пн. ш. 78°0′24″ зх. д. / 41.03444° пн. ш. 78.00667° зх. д. (41.034407, -78.006674).  За даними Бюро перепису населення США в 2010 році переписна місцевість мала площу 0,89 км², уся площа — суходіл.

## Демографія
Згідно з переписом 2010 року, у переписній місцевості мешкала 281 особа в 119 домогосподарствах у складі 79 родин. Густота населення становила 317 осіб/км².  Було 130 помешкань (147/км²).
Расовий склад населення:
| - 99,6 % — білих - 0,4 % — азіатів |

До двох чи більше рас належало 0,0 %. Частка іспаномовних становила 0,0 % від усіх жителів.
За віковим діапазоном населення розподілялося таким чином: 20,3 % — особи молодші 18 років, 64,4 % — особи у віці 18—64 років, 15,3 % — особи у віці 65 років та старші. Медіана віку мешканця становила 42,7 року. На 100 осіб жіночої статі у переписній місцевості припадало 84,9 чоловіків;  на 100 жінок у віці від 18 років та старших — 80,6 чоловіків також старших 18 років.
Середній дохід на одне домашнє господарство  становив 59 861 долар США (медіана — 50 938), а середній дохід на одну сім'ю — 65 779 доларів (медіана — 63 750). За межею бідності перебувало 13,0 % осіб, у тому числі 30,3 % дітей у віці до 18 років та 8,3 % осіб у віці 65 років та старших.
Цивільне працевлаштоване населення становило 160 осіб. Основні галузі зайнятості: транспорт — 25,6 %, освіта, охорона здоров'я та соціальна допомога — 21,9 %, мистецтво, розваги та відпочинок — 14,4 %, роздрібна торгівля — 13,1 %.